# Axel Hagnell

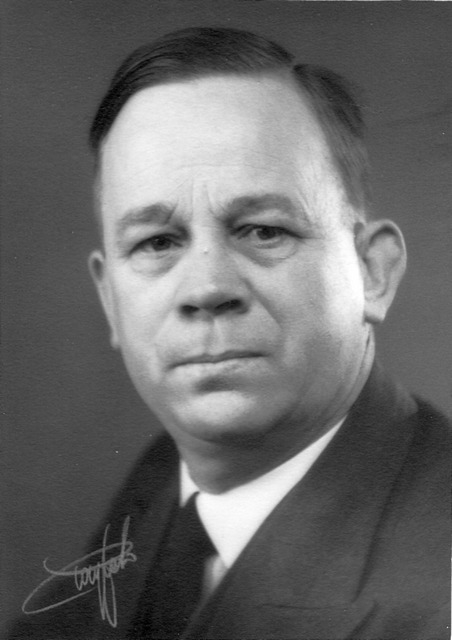
Axel Hagnell

Axel Linus Hagnell, född 16 juni 1889 i Varberg, död 30 augusti 1962 i Göteborg, var en svensk lärare, läroboksförfattare och illustratör. Hagnell grundade även IS Halmia och var fotbollsklubbens första ordförande.
Hagnell utbildade sig till folkskollärare och blev slutligen överlärare i Göteborg 1927. Under flera decennier användes Hagnells böcker som läromedel i svenska folkskolor och högre läroverk. Flera av böckerna översattes även till danska och norska. Hans böcker publicerades åren 1915–1962 och avhandlade ämnena historia, geografi, zoologi och teckning. Hagnell illustrerade även flera böcker, bland annat Nils Holgersson av Selma Lagerlöf och Tomtebobarnen av Elsa Beskow.
Hagnell satt under många år i flera styrelser i Göteborg, såsom Göteborgs stadsbibliotek, Göteborgs museum, Slöjdföreningens skola och Sveriges allmänna folkskollärareförening. Hagnell var även ledamot av kommunfullmäktige och kyrkofullmäktige i Göteborgs stad under 1920- och 1930-talen för Socialdemokraterna. Han tilldelades Göteborgs stads förtjänsttecken 1953.
Axel Hagnell var son till lokomotivföraren Adolf Fredrik Hagnell och Lovisa Hagnell (född Andersdotter), samt farbror till Olle Hagnell och Birgitta Hagnell-Lindén. 
Hagnell var från 1917 gift med folkskolläraren Maria Hagnell, född Carlsson (1880–1968) och fick barnen Nils Hagnell och Hans Hagnell. Han avled i samband med en operation i innerörat 1962. Axel Hagnell och hustrun är begravda i familjegraven på Örgryte gamla kyrkogård i Göteborg.